# Petit nacré
Issoria lathonia
Espèce
Statut de conservation UICN

 LC : Préoccupation mineure
Le Petit nacré (Issoria lathonia) est une espèce de lépidoptères appartenant à la famille des Nymphalidae, à la sous-famille des Heliconiinae et au genre Issoria.
C'est un migrateur vers le nord prouvé au-delà du 63°N.

## Description

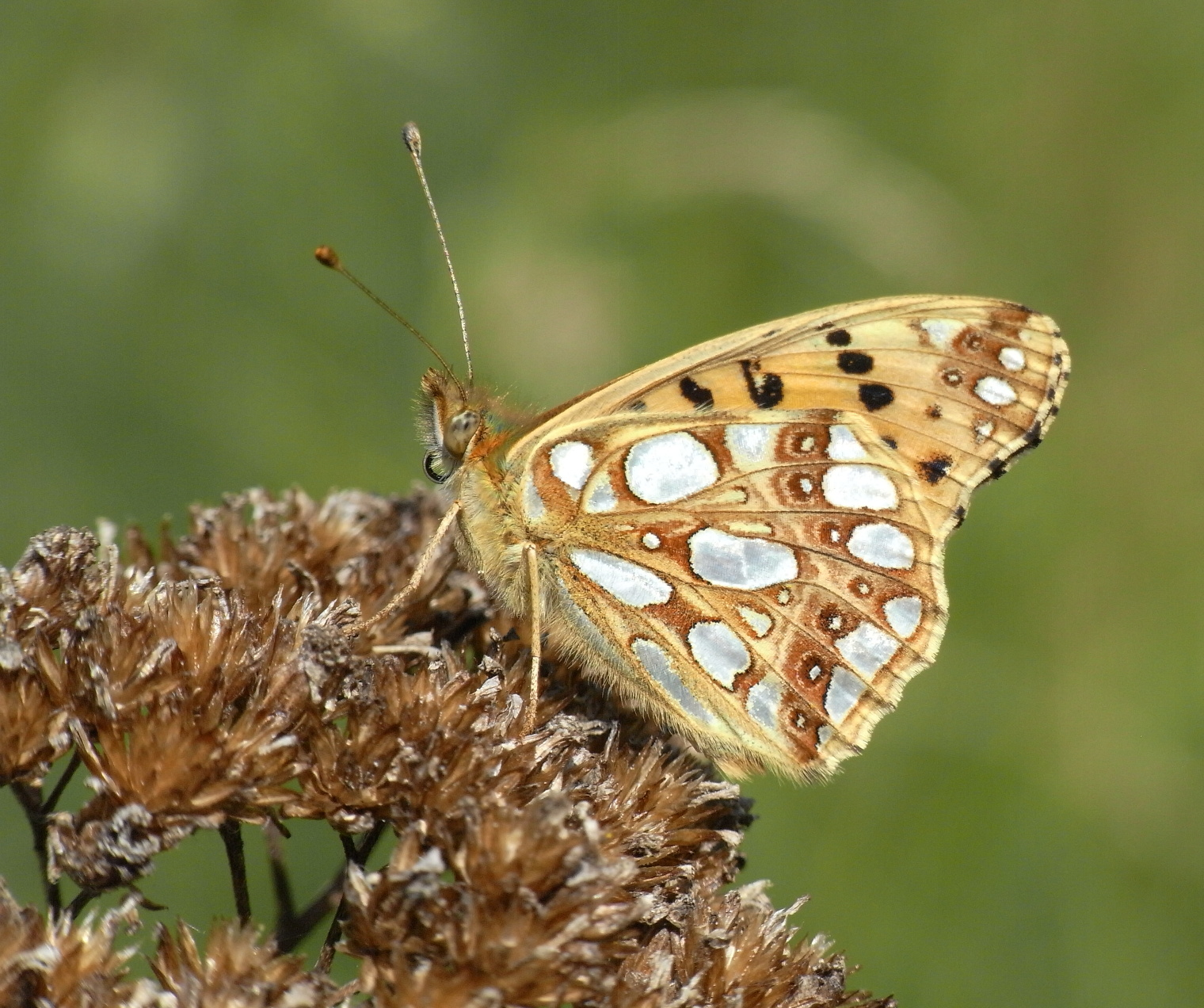
Revers du Petit nacré

C'est un papillon de taille moyenne (35 à 50 mm d'envergure), de couleur orangé vif, suffusé de gris-verdâtre chez la femelle, ornementé de taches noires arrondies formant trois alignements aux ailes postérieures.
Les revers sont marqués de taches nacrées, à l'apex des antérieures, en ligne submarginale doublée par une rangée postdiscale d'ocelles noirs pupillés de nacré, et de grandes taches nacrées sur le reste du revers des ailes postérieures.

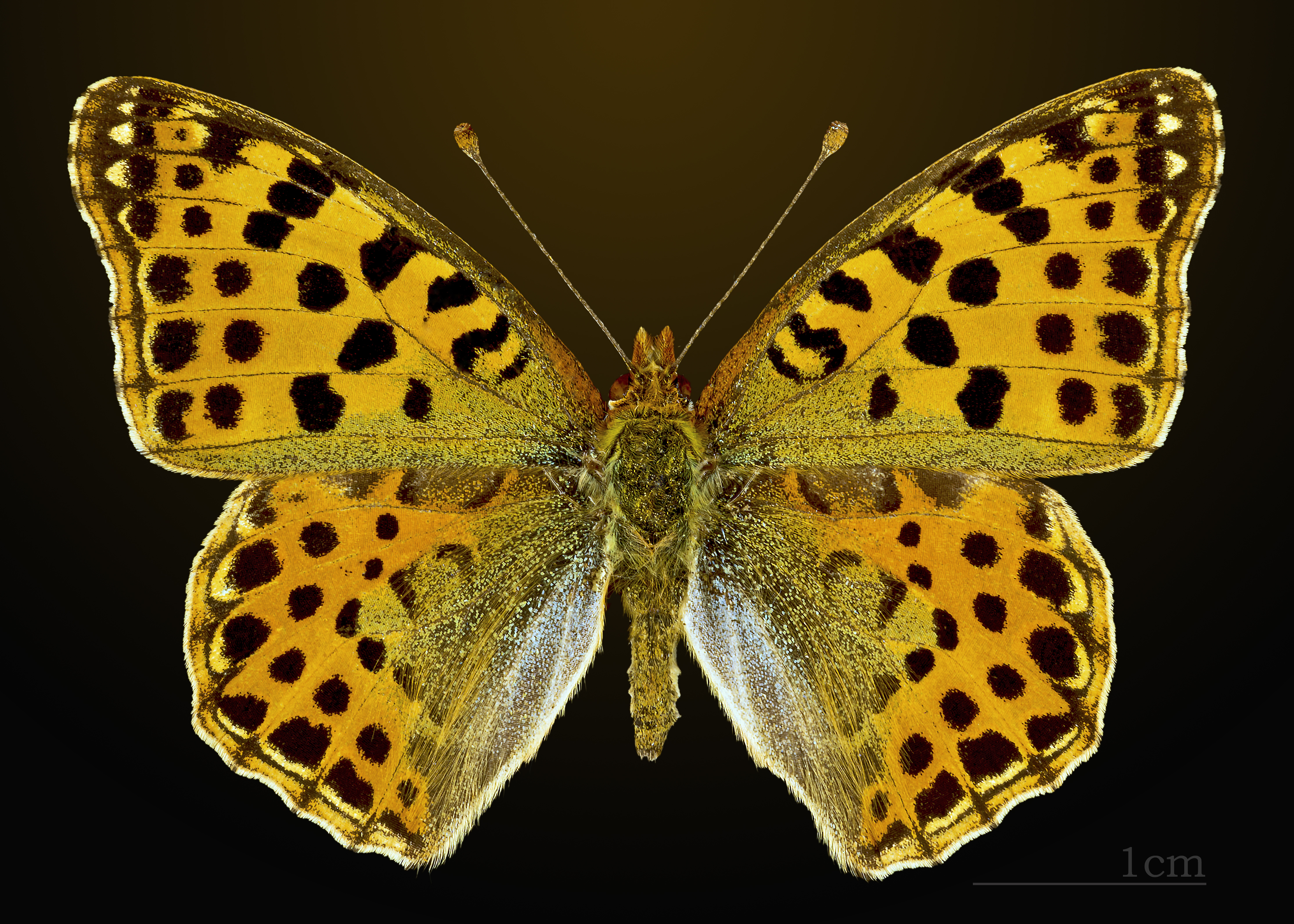
Mâle face dorsale
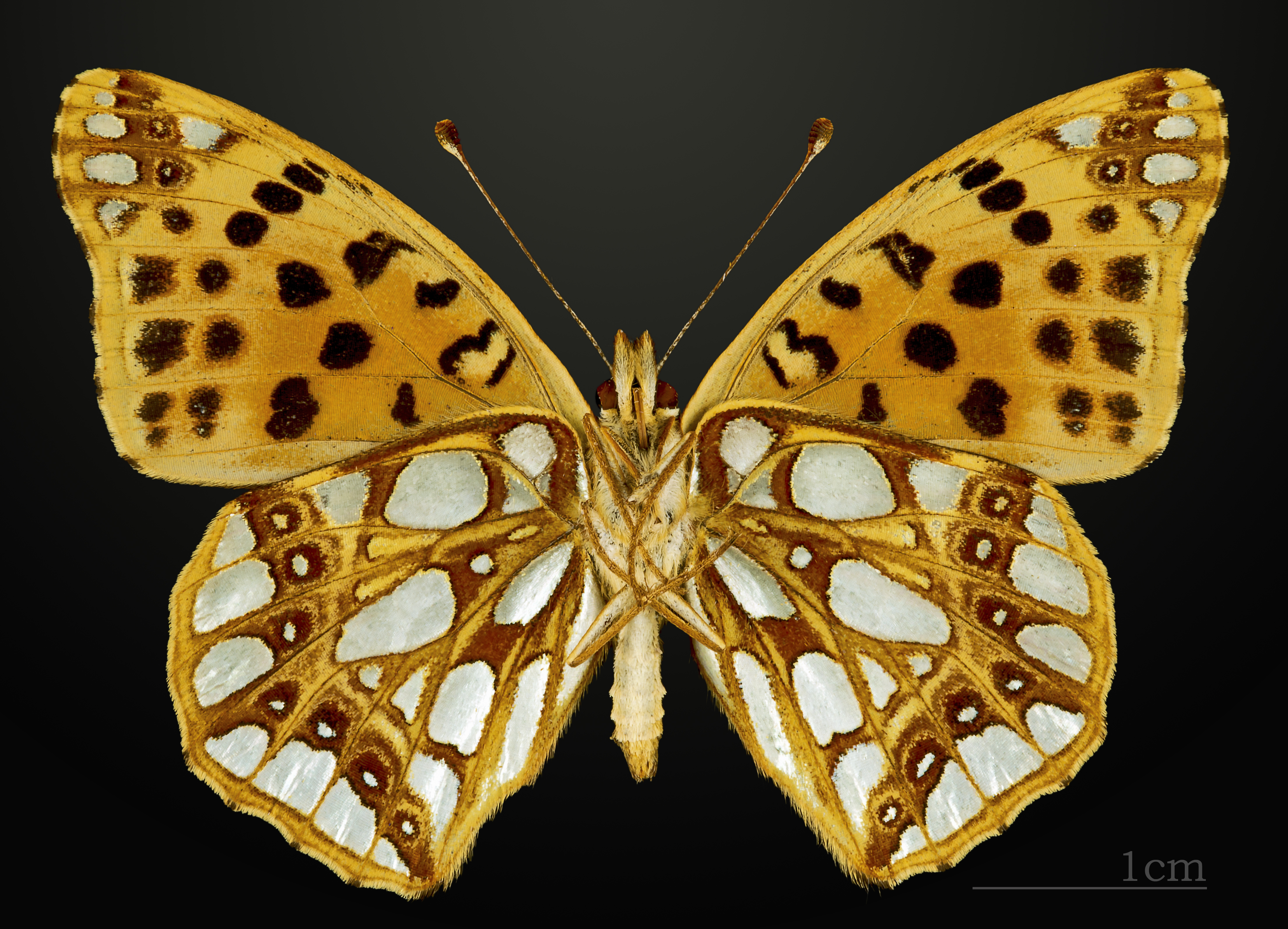
Mâle face ventrale
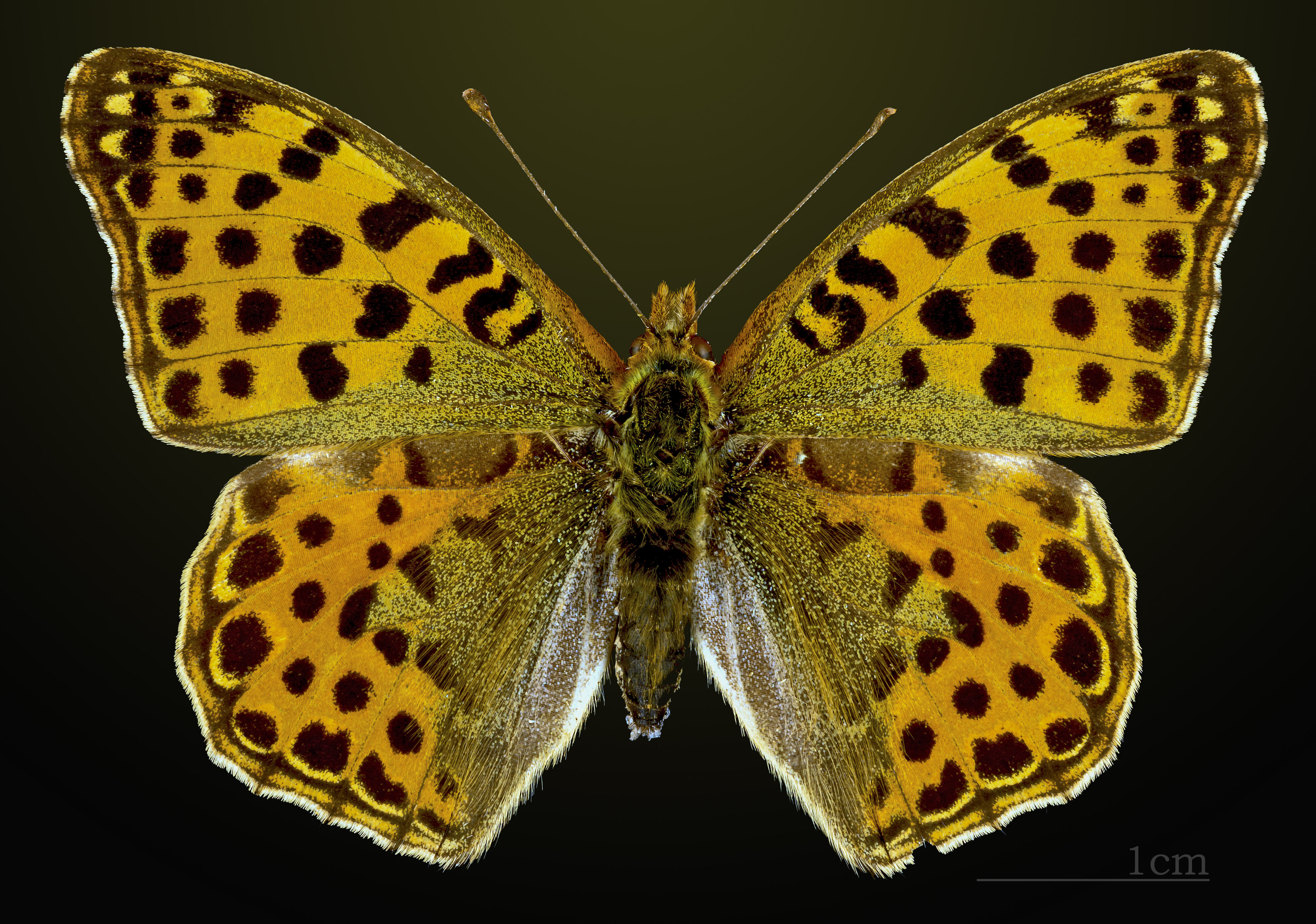
Femelle face dorsale
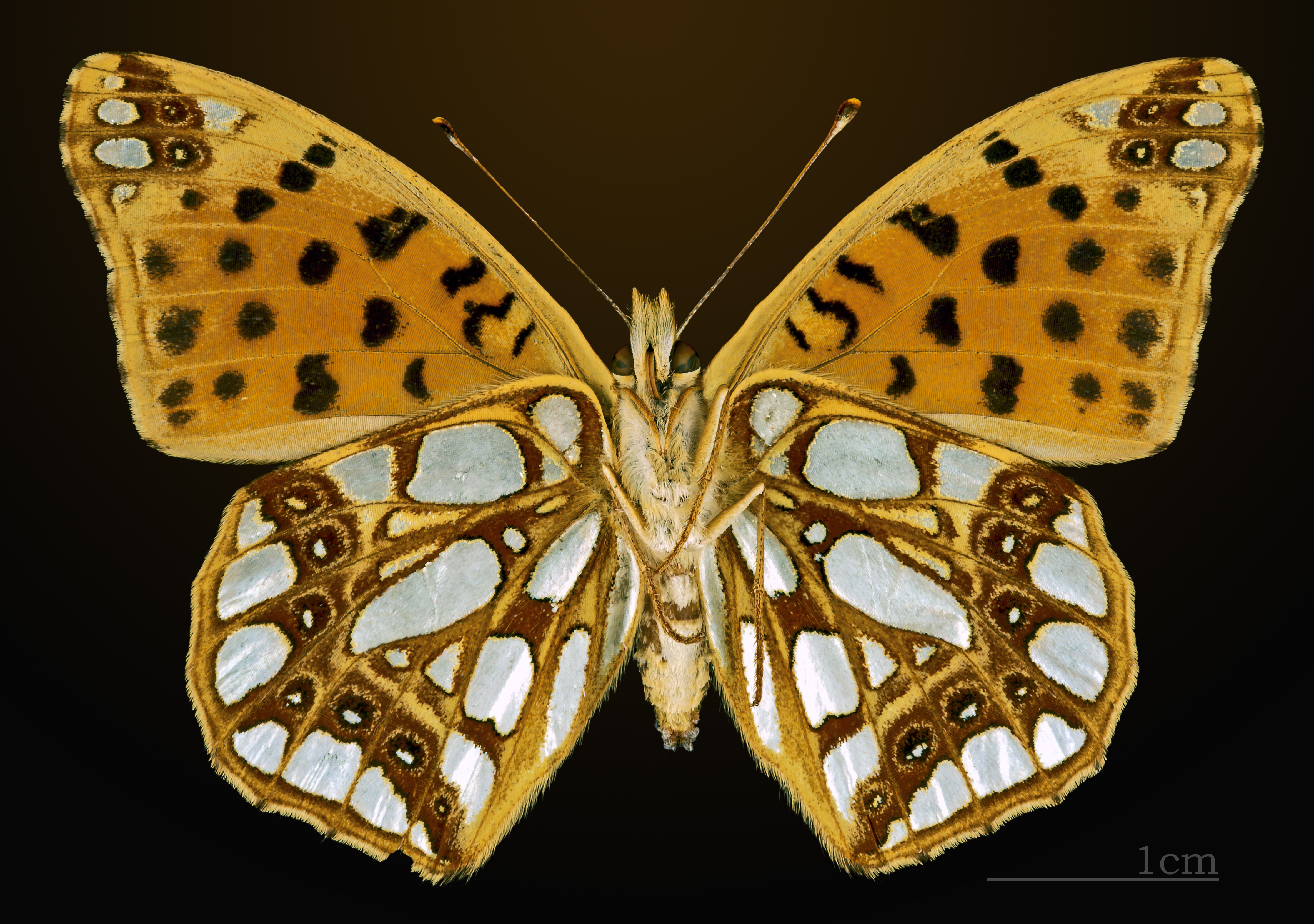
Femelle face ventrale

### Chenille
Les œufs sont déposés isolément sur la face inférieure des feuilles des plantes hôtes (violettes).

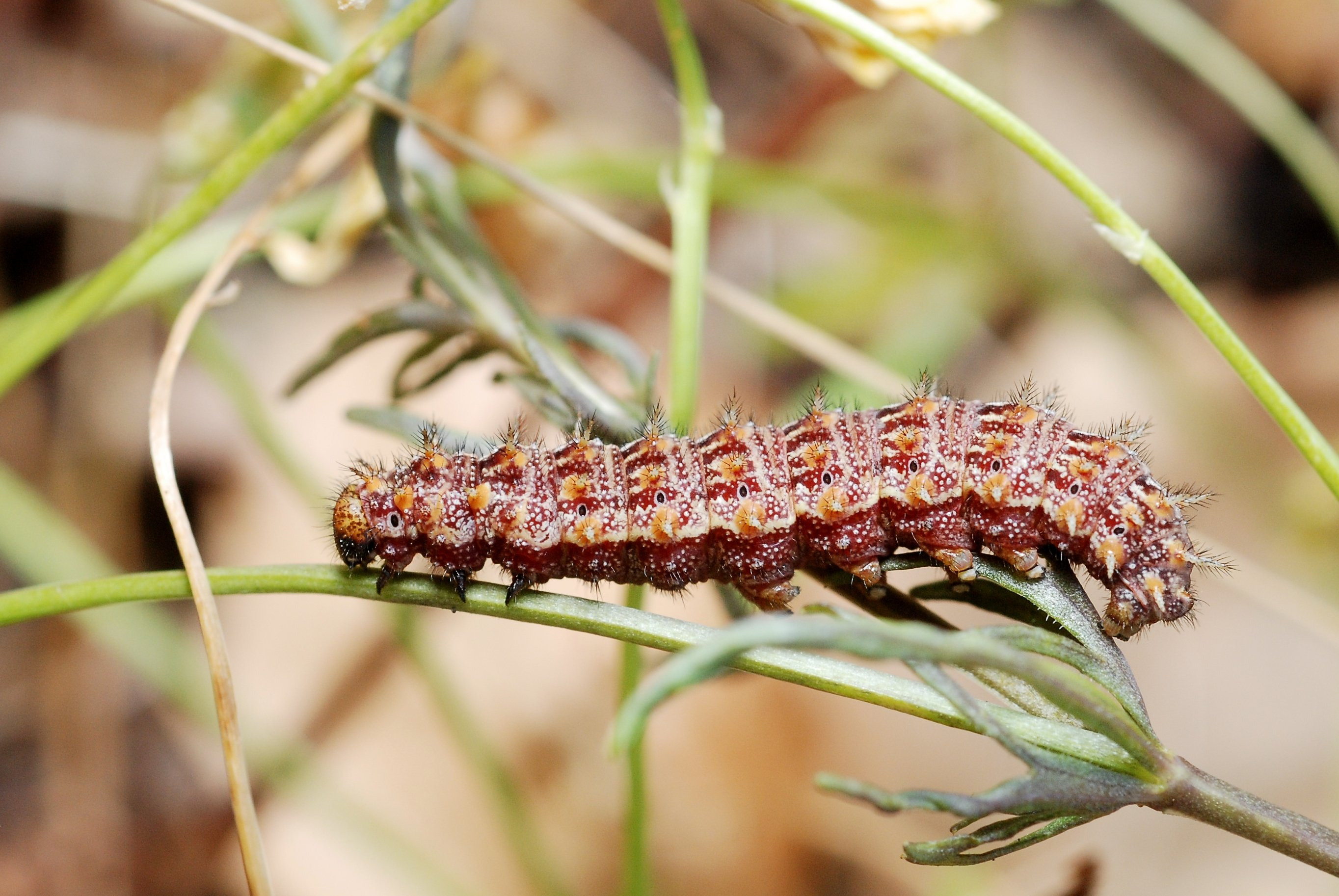
Chenille de Petit nacré

Le cycle larvaire est très court. La chenille possède une tête marron tachée de noir et un corps noir tacheté de blanc et de marron orné d'une paire de lignes dorsales blanches et d'un scoli marron.

### Ressemblances
Le Tabac d'Espagne et les autres nacrés (Grand nacré, Moyen nacré, Nacré de la ronce…) sont de même couleur orange sur le dessus mais avec des dessins comprenant des taches et des lignes et le revers de leurs antérieures n'a pas les grandes taches nacrées caractéristiques du petit nacré.

## Biologie

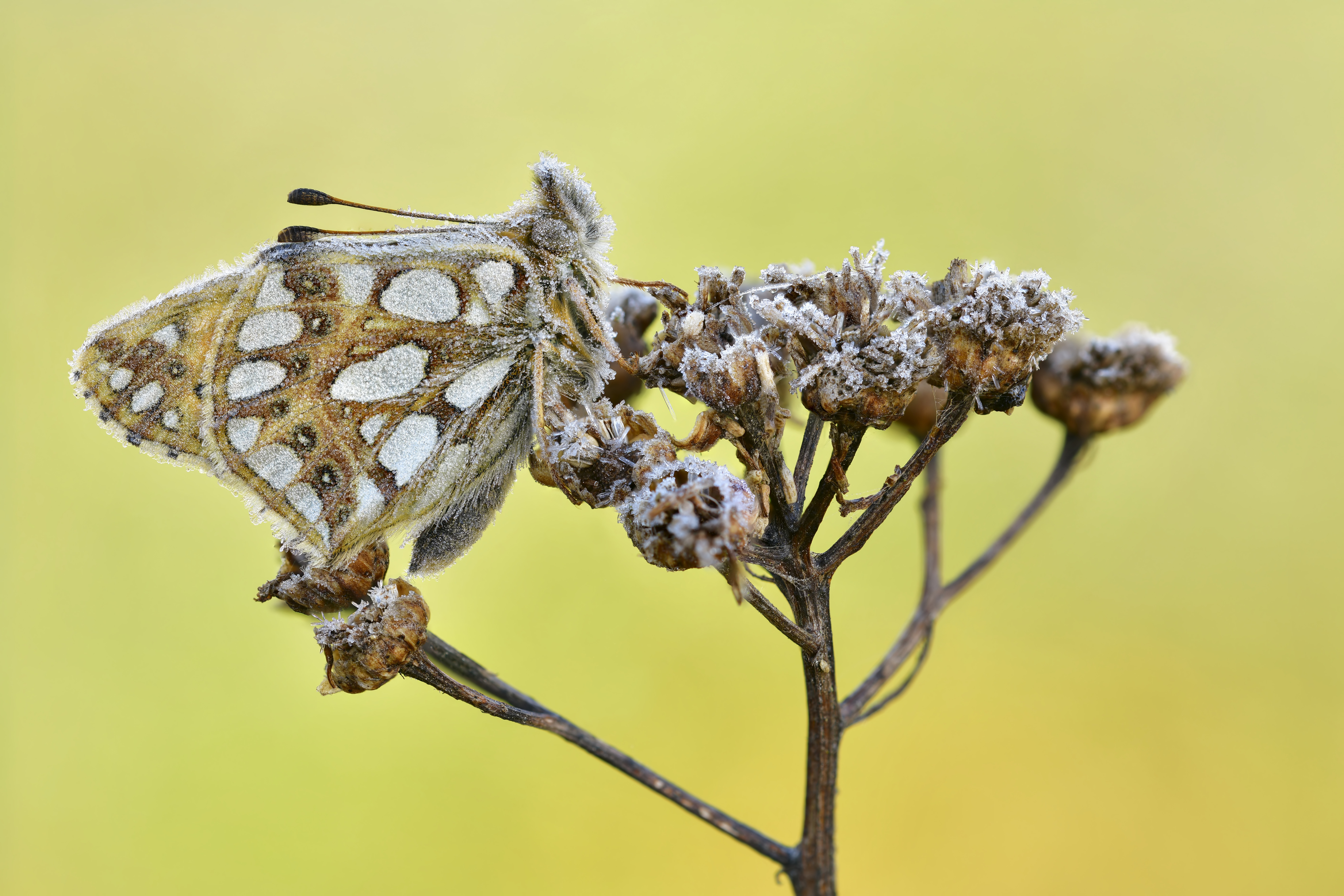
Petit nacré gelé en Allemagne. Avril 2021.

### Période de vol et hivernation
Le Petit nacré est trivoltin et vole de mars à octobre.
Il peut hiverner à tous les stades larvaires, et aussi sous ses autres états.
Le Petit nacré pratique, dans les régions sèches, une migration verticale entre le maquis et les sapinières de montagne. Il émerge au printemps en plaine puis migre en altitude dans la montagne et y reste les mois d'été pour redescendre à l'automne en basse altitude.

### Plantes hôtes
Les plantes hôtes sont des violettes : Viola arvensis, Viola biflora, Viola calcarata, Viola canina, Viola lutea, Viola odorata, Viola tricolor,.

## Écologie et distribution
Il est présent en Afrique du nord (Maroc, Algérie et Tunisie), dans toute l'Europe et tout le centre de l'Asie (Himalaya, Baloutchistan), et dans l'ouest de la Chine.
Il est résident jusqu'au 63°N et migrateur au-delà jusqu'au 66°N.
Il est sédentaire en Corse, en Sardaigne et en Sicile. Il serait migrateur à Madère et aux îles Canaries.
En France métropolitaine, il est présent dans tous les départements, résident renforcé par l'arrivée de migrateurs et migrateur dans toute la partie nord du pays. Il migre rarement en Angleterre.

### Biotope
Son habitat est très varié.

## Systématique
L'espèce Issoria lathonia a été décrite par le naturaliste suédois Carl von Linné en 1758, sous le nom initial de Papilio lathonia.

### Synonymes
- Papilio lathonia Linné, 1758 Protonyme
- Papilio valdensis Esper, 1804[11]

### Noms vernaculaires
- Le Petit nacré en français
- Queen of Spain Fritillary en anglais; Kleiner Perlmuttfalter en allemand et Kleine parelmoervlinder en néerlandais.

### Taxinomie
Sous-espèces
- Issoria lathonia isaea (Gray, 1846) dans l'Himalaya.
- Issoria lathonia isaeoides (Reuss, 1925) dans le Sichuan.
- Issoria lathonia messora (Fruhstorfer, 1909) trouvé en Chine[6].

## Le Petit nacré et l'Homme

### Protection
Le Petit nacré est protégé en Région wallonne de Belgique (Annexe 2b du décret du 6 décembre 2001).
En Allemagne, il figure sur la liste rouge en Bavière et Bade-Wurtemberg.